# 1975년 일본 시리즈
1975년 일본 시리즈(일본어: 1975年の日本シリーズ)는 1975년 10월 25일부터 11월 2일까지 열린 일본 프로 야구의 일본 시리즈 경기이다. 퍼시픽 리그 우승 팀인 한큐 브레이브스가 총 6차례의 접전을 펼친 끝에 센트럴 리그 우승팀 히로시마 도요 카프를 누르고 4승 2무의 성적을 기록, 창단 이후 첫 우승을 차지했다.

## 감독
| 소속 리그   | 소속               | 감독            |
| ----------- | ------------------ | --------------- |
| 센트럴 리그 | 히로시마 도요 카프 | 고바 다케시     |
| 퍼시픽 리그 | 한큐 브레이브스    | 우에다 도시하루 |

## 경기 일정
- 1차전 : 10월 25일
- 2차전 : 10월 26일
- 3차전 : 10월 28일
- 4차전 : 10월 30일
- 5차전 : 10월 31일
- 6차전 : 11월 2일

## 경기 기록
| 일시                           | 경기   | 원정팀(선공)       | 스코어    | 홈팀(후공)         | 개최 구장            | 개시 시각 | 경기 시간  | 관중수   |
| ------------------------------ | ------ | ------------------ | --------- | ------------------ | -------------------- | --------- | ---------- | -------- |
| 10월 25일(토)                  | 1차전  | 히로시마 도요 카프 | 3 - 3     | 한큐 브레이브스    | 한큐 니시노미야 구장 | 13시 03분 | 4시간 29분 | 24,694명 |
| 10월 26일(일)                  | 2차전  | 히로시마 도요 카프 | 1 - 5     | 한큐 브레이브스    | 한큐 니시노미야 구장 | 13시 02분 | 3시간 20분 | 36,418명 |
| 10월 27일(월)                  | 이동일 | 이동일             | 이동일    | 이동일             | 이동일               | 이동일    | 이동일     | 이동일   |
| 10월 28일(화)                  | 3차전  | 한큐 브레이브스    | 7 - 4     | 히로시마 도요 카프 | 히로시마 시민 구장   | 13시 01분 | 3시간 56분 | 25,000명 |
| 10월 29일(수)                  | 4차전  | 우천 취소          | 우천 취소 | 우천 취소          | 히로시마 시민 구장   | -         | -          | -        |
| 10월 30일(목)                  | 4차전  | 한큐 브레이브스    | 4 - 4     | 히로시마 도요 카프 | 히로시마 시민 구장   | 13시 00분 | 4시간 49분 | 25,002명 |
| 10월 31일(금)                  | 5차전  | 한큐 브레이브스    | 2 - 1     | 히로시마 도요 카프 | 히로시마 시민 구장   | 13시 01분 | 3시간 2분  | 25,077명 |
| 11월 1일(토)                   | 이동일 | 이동일             | 이동일    | 이동일             | 이동일               | 이동일    | 이동일     | 이동일   |
| 11월 2일(일)                   | 6차전  | 히로시마 도요 카프 | 3 - 7     | 한큐 브레이브스    | 한큐 니시노미야 구장 | 13시 02분 | 3시간 22분 | 30,371명 |
| 우승: 한큐 브레이브스(첫 우승) |        |                    |           |                    |                      |           |            |          |

## 일본 시리즈 경기 결과

### 1차전
- 10월 25일 - 한큐 니시노미야 구장(연장 11회)

| 팀                                                                                            | 1 | 2 | 3 | 4 | 5 | 6 | 7 | 8 | 9 | 10 | 11 | R | H  | E |
| 히로시마                                                                                      | 1 | 0 | 0 | 0 | 1 | 0 | 0 | 1 | 0 | 0  | 0  | 3 | 10 | 1 |
| 한큐                                                                                          | 3 | 0 | 0 | 0 | 0 | 0 | 0 | 0 | 0 | 0  | 0  | 3 | 4  | 0 |
| 승리 투수: 없음 패전 투수: 없음 홈런: 한큐 – 오쿠마 다다요시(1회 1점), 바비 마르카노(1회 2점) |   |   |   |   |   |   |   |   |   |    |    |   |    |   |

### 2차전
- 10월 26일 - 한큐 니시노미야 구장

| 팀 | 1 | 2 | 3 | 4 | 5 | 6 | 7 | 8 | 9 | R | H | E |
| 히로시마                                                                                              | 0 | 0 | 0 | 0 | 0 | 0 | 0 | 1 | 0 | 1 | 3 | 1 |
| 한큐                                                                                                  | 1 | 0 | 0 | 0 | 4 | 0 | 0 | 0 | X | 5 | 8 | 1 |
| 승리 투수: 야마다 히사시(1-0) 패전 투수: 사에키 가즈시(0-1) 홈런: 히로시마 – 리치 스케인블럼(8회 1점) |   |   |   |   |   |   |   |   |   |   |   |   |

### 3차전
- 10월 28일 - 히로시마 시민 구장

| 팀 | 1 | 2 | 3 | 4 | 5 | 6 | 7 | 8 | 9 | R | H  | E |
| 한큐 | 0 | 3 | 1 | 0 | 0 | 0 | 0 | 0 | 3 | 7 | 18 | 1 |
| 히로시마 | 0 | 0 | 0 | 0 | 0 | 2 | 2 | 0 | 0 | 4 | 6  | 1 |
| 승리 투수: 야마구치 다카시(1-0) 패전 투수: 미야모토 유키노부(0-1) 홈런: 한큐 – 나카자와 신지(9회 2점), 오하시 유타카(9회 1점) 히로시마 – 야마모토 고지(6회 2점) |   |   |   |   |   |   |   |   |   |   |    |   |

### 4차전
- 10월 30일 - 히로시마 시민 구장(연장 13회)

| 팀 | 1 | 2 | 3 | 4 | 5 | 6 | 7 | 8 | 9 | 10 | 11 | 12 | 13 | R | H  | E |
| 한큐 | 0 | 1 | 0 | 0 | 0 | 0 | 2 | 0 | 0 | 0  | 0  | 0  | 1  | 4 | 15 | 1 |
| 히로시마 | 0 | 2 | 1 | 0 | 0 | 0 | 0 | 0 | 0 | 0  | 0  | 0  | 1  | 4 | 12 | 0 |
| 승리 투수: 없음 패전 투수: 없음 홈런: 한큐 – 모리모토 기요시(2회 1점) 히로시마 – 야마모토 고지(2회 1점), 야마모토 가즈요시(2회 1점) |   |   |   |   |   |   |   |   |   |    |    |    |    |   |    |   |

### 5차전
- 10월 31일 - 히로시마 시민 구장

| 팀 | 1 | 2 | 3 | 4 | 5 | 6 | 7 | 8 | 9 | R | H | E |
| 한큐 | 0 | 0 | 1 | 1 | 0 | 0 | 0 | 0 | 0 | 2 | 6 | 0 |
| 히로시마 | 0 | 1 | 0 | 0 | 0 | 0 | 0 | 0 | 0 | 1 | 7 | 1 |
| 승리 투수: 야마다 히사시(2-0) 패전 투수: 사에키 가즈시(0-2) 세이브: 야마구치 다카시(1S) 홈런: 히로시마 – 기누가사 사치오(2회 1점) |   |   |   |   |   |   |   |   |   |   |   |   |

### 6차전
- 11월 2일 - 한큐 니시노미야 구장

| 팀 | 1 | 2 | 3 | 4 | 5 | 6 | 7 | 8 | 9 | R | H | E |
| 히로시마 | 0 | 2 | 0 | 0 | 0 | 0 | 0 | 1 | 0 | 3 | 8 | 2 |
| 한큐 | 0 | 1 | 0 | 5 | 0 | 0 | 0 | 1 | X | 7 | 9 | 2 |
| 승리 투수: 도다 요시노리(1-0) 패전 투수: 이케가야 고지로(0-1) 세이브: 야마구치 다카시(2S) 홈런: 히로시마 – 게일 홉킨스(8회 1점) 한큐 – 나카자와 신지(4회 2점) |   |   |   |   |   |   |   |   |   |   |   |   |

## 수상 선수
- MVP : 야마구치 다카시(한큐)
- 감투상 : 야마모토 고지(히로시마)
- 타격상 : 오하시 유타카(한큐)
- 최우수 투수상 : 야마다 히사시(한큐)
- 기능상 : 후쿠모토 유타카(한큐)
- 우수 선수상 : 나카자와 신지(한큐), 소토코바 요시로(히로시마)

## 같이 보기
- 1975년 퍼시픽 리그 플레이오프